# Ignácz István
Ignácz István (Rásonysápberencs, 1955. február 3. –) magyar rendőrtiszt, hivatalvezető, egyetemi tanár.

## Életpályája
1973-tól Miskolcon rendőr, vagyonvédelmi nyomozó, majd vizsgálótiszt volt. 1975–1978 között a Rendőrtiszti Főiskola hallgatója volt. 1978–1986 között a Borsod megyei Rendőr-főkapitányság nyomozója volt. 1987–1991 között a Miskolci Rendőrkapitányság vizsgálati alosztályvezetőja majd osztályvezetőja volt. 1987–1991 között a Miskolci Egyetem Jogtudományi Karának hallgatója volt. 1992–1996 között a Borsod-Abaúj-Zemplén Megyei Főkapitányság bűnügyi igazgatója volt. 1996 óta dandártábornok. 1996–1998 között az ORFK bűnügyi főigazgatójaként dolgozott. 1998–2000 között a Szabolcs-Szatmár-Bereg megyei főkapitány volt. 1999-től a Miskolci Egyetem kriminológiai tanszékének oktatója. 2000–2007 között Pest megyei főkapitány volt. 2007 óta vezérőrnagy. 2008-ban az Igazságügyi és Rendészeti Minisztérium szakértő-tanácsadója volt. 2008–2010 között a Közigazgatási és Elektronikus Közszolgáltatások Központi Hivatalának elnöke, 2011–2014 között általános elnökhelyettese, 2014–2016 között ismét elnöke volt. 2017-től a Belügyminisztérium helyettes államtitkára.

## Családja
Szülei: Ignácz István és Papp Klára voltak. 1978-ban házasságot kötött Kovács Etelkával. Két fiuk született: István (1978) és Mátyás (1981).

## Díjai
- Széchenyi István-emlékérem (1998)
- Szabolcs-Szatmár-Bereg Megyéért Emlékplakett (2000)
- A Magyar Érdemrend tisztikeresztje (2005)